# Birmingham Knights
Die Birmingham Knights sind eine professionelle Basketballmannschaft aus Birmingham in England. Im Jahr 2011 gegründet nach einem erfolgreichen Antrag als neue Franchise in der geschlossenen Profiliga British Basketball League (BBL), nehmen sie ihren Spielbetrieb zur Saison 2013/14 im September 2013 auf. Der professionelle Basketball in Birmingham in der BBL gründet sich dabei auf die Vorgängervereine Birmingham Bullets (1990 bis 2006) und Team Birmingham Panthers (2007/08), die zuvor die Stadt in der BBL vertraten.

## Geschichte

### Birmingham Bullets (1974 bis 2006)
Die Bullets wurden ursprünglich 1974 in Coventry gegründet und verlegten 1980 ihren Sitz ins 40 km entfernte Birmingham, wo sie als Bullets 1987 zusammen mit 14 anderen Mannschaften Gründungsmitglied der geschlossenen Profiliga BBL waren. In den folgenden drei Spielzeiten, in der die Liga bis auf neun Mannschaften schrumpfte, nahmen sie nicht am Spielbetrieb der BBL teil, bevor sie 1991 zurückkehrten. Anschließend qualifizierte man sich zehnmal hintereinander für die Play-offs um die Meisterschaft. 1996 und 1998 gewann man die Meisterschafts-Play-offs mit einer Mannschaft, der unter anderem Tony Dorsey angehörte, „Most Valuable Player“ (MVP) der BBL 1996. 2000 verlor man das Finale der Play-offs gegen die Manchester Giants, bei denen der zu den Giants gewechselte Tony Dorsey, der zu Beginn der Saison 1996/97 auch kurzzeitig in der deutschen Basketball-Bundesliga für Steiner Bayreuth gespielt hatte, erneut MVP wurde. Anschließend sank der Stern der Bullets und 2002 konnte man sich erstmals in der zu dieser Zeit zwölf Mannschaften umfassenden BBL nicht für die Play-offs der besten acht Mannschaften qualifizieren. Zwei Jahre später hatte man eine katastrophale Saison und erzielte nur zwei Siege in 36 Saisonspielen. Sportlich und wirtschaftlich schon kurz vor dem Ende, hielt man noch zwei Jahre durch, in denen man jeweils die schlechteste sportliche Bilanz aller teilnehmenden Mannschaften hatte, bevor man 2006 die Insolvenz erklären und den Spielbetrieb einstellen musste.

### Birmingham Panthers (2007 bis 2008)
Nachdem die Wolves aus dem 50 km entfernten Worcester 2006 den Platz der Bullets in der BBL übernommen hatten, fand sich während der Saison 2006/07 eine Gruppe um den ehemaligen Assistenztrainer der Bullets Herman Wilson bereit, mit der lokalen Basketballmannschaft der Birmingham Athletics, auch als Aston Athletics nach dem Spielort Aston Events Centre bekannt, einen neuen Anlauf für eine BBL-Franchise zu unternehmen. Ähnlich wie bei der Umbenennung der Washington Wizards in der US-Profiliga NBA verzichtete man jedoch auf eine Fortführung des Vereinsnamens „Bullets“ und spielte nach einem erfolgreichen Aufnahmeantrag 2007 in der Saison 2007/08 unter dem Namen Team Birmingham Panthers in Erinnerung an die frühere Franchise Doncaster Panthers.
Die Saison 2007/08 war überschattet von der Suche nach einer geeigneten Spielstätte, da das Aston Events Centre als nicht ausreichend empfunden wurde. Schließlich spielte man im Walsall Campus Sports Centre der University of Wolverhampton im 20 km entfernten Wolverhampton. Zwei Spiele trug man auch in der TCAT Arena am Telford College of Arts and Technology aus und liebäugelte gar mit einer Verlegung der Franchise in das knapp 50 km entfernte Telford. Letztlich trug aber der mangelnde sportliche Erfolg mit nur sechs Siegen in 33 Spielen und dem letzten Platz in der Abschlusstabelle zu einem mangelnden Zuschauerinteresse und fehlender Unterstützung von Sponsoren bei, die nach dem Ende der Saison 2007/08 zu erneuten Einstellung einer BBL-Franchise in Birmingham führten. In der Saison 2008/09 trat unter dem Namen Panthers eine Mannschaft in der English Basketball League (EBL) Division 2 an.

### Birmingham Knights (seit 2011)
Einer Investorengruppe um die Oaks Consultancy Ltd. aus Solihull gelang 2011 ein erfolgreicher Aufnahmeantrag in die BBL für eine neue Franchise in der BBL aus Birmingham. Die Aufnahme des Spielbetriebs war für die Saison 2012/13 vorgesehen, wurde aber dann schließlich auf die Saison 2013/14 verschoben. Die Knights sollen ihre ersten Spiele im September 2013 in der BBL absolvieren. Als Unterbau für die professionelle Mannschaft sollen die Birmingham Aces fungieren, deren Herrenmannschaft in der EBL Division 3 spielen. Die erste Saison endete in einem sportlichen Offenbarungseid, als man von 33 Saisonspielen kein einziges gewann.